# 張肅 (北朝)
張肅，北周官员，济北郡临邑县人，高平令张崇之孙，張軌的儿子。
張肅年轻时以文才知名，性情轻浮狡猾，时人比他作魏讽。被人讥议。周明帝初年，張肅为宣纳上士，转任中外府记室参军、中山公宇文训侍读。后来获罪，受刑而死。